# Cumbia
Die Cumbia ist eine Musikrichtung sowie der zugehörige Paartanz aus Kolumbien.

## Geschichte
Die Cumbia vermischt vielschichtige Rhythmusstrukturen afrikanischen Ursprungs mit spanisch beeinflussten Melodien und lyrischen Formen.
Der Name leitet sich von cumbé her, einem populären afrikanischen Kreis-Tanz aus der Region von Batá in Guinea. Dabei bedeutet „cum“ Trommel und „ia“ sich bewegen, sich schütteln. In der Kolonialzeit brachten ihn Sklaven mit nach Kolumbien. Ausgehend von der Atlantikküste, wo diese sich konzentrierten, verbreitete er sich ab Mitte des 20. Jahrhunderts als Volkstanz. Im Laufe der Zeit vermischte sich der Cumbé mit indianischen und spanischen Elementen und wandelte sich so in die Cumbia, die paarweise getanzt wird.
Die Cumbia-Musikkapellen setzten sich anfangs nur aus Schlagzeugern und einer die Melodie spielenden Flöte zusammen. Erst später kamen lyrische Verse hinzu, die von einem der Schlagzeuger gesungen wurden. Dabei werden oftmals Instrumente aus dem Kulturkreis der indianischen Bevölkerung verwendet, wie die 'flauta de millo', eine aus Rispenhirse gefertigte Flöte, sowie andere Flöten und Schlaginstrumente. Zeitgenössische Band-Instrumentationen setzen sich aus Saxophonen, Hörnern, Keyboards, Synthesizern und verschiedensten Schlaginstrumenten zusammen.
Weltweit nehmen zahlreiche moderne Salsa-Bands die Cumbia in ihr Repertoire mit auf. Einer der kolumbianischen Künstler, die bedeutenden internationalen Erfolg in diesem Bereich erlangt haben, ist Alfredo Gutiérrez. International bekannt ist außerdem Pastor López, der, aus Venezuela stammend, oft für einen Kolumbianer gehalten wird. Das kolumbianische Label Discos Fuentes veröffentlicht die Klassiker der Tanzhallen-Orchester.

## Musikalische Merkmale
Traditionell spielen in der Cumbia die gaitas (Flöten aus Kaktus oder Bambusrohr), das Akkordeon, der Guiro und verschiedene (Trag-)Trommeln eine zentrale Rolle. In den modernen kommerzialisierten Orchestern finden sich aber selbstverständlich auch Klavier, E-Gitarre, E-Bass, Klarinette und Blechblasinstrumente.
Cumbia wird im 4/4-Takt gespielt bei mittlerem Tempo (80–110 bpm), während – anders als bei der Salsa – die Grundschläge auf der 1 und der 3 deutlich markiert werden, oft mit Hilfe einer Marschtrommel. Die Stilprägenden Instrumente sind hier der Guiro und die Conga (als Offbeat). Der zweite und vierte Schlag wird meistens in Achtel unterteilt, die unterschiedlich akzentuiert werden können. Manche kolumbianischen Musiker mischen in Live-Auftritten gerne ein paar Takte Cumbia in ihre Salsa-Arrangements, um so die Nähe der beiden Musikarten zu veranschaulichen.
Das charakteristische Schema ist dabei folgendes:
1. Strophe: Zwischenspiel (instrumental) – Refrain – Zwischenspiel
2. Strophe: Refrain – Wiederholung – Refrain
Dieses Schema wird zwar oft variiert, aber nur wenige Cumbias haben mehr als zwei Strophen.

## Verbreitung
Der Ursprung der Cumbia-Musik ist Barranquilla an der Karibik-Küste Kolumbiens. Eines der wichtigsten Cumbia-Festivals findet jährlich im Juni in El Banco am Rio Magdalena statt. Von der Karibik-Küste Kolumbiens gelangte die Cumbia auf diese Weise entlang des Flusslaufs schnell ins Landesinnere. In der Gegenwart hat sich die Musik in Lateinamerika immer weiter verbreitet und hat inzwischen international Erfolg – von Argentinien und Chile bis nach Mexiko.
Der spanische Gitarrist Santiago de Murcia publizierte 1732 unter anderem eine Komposition für Gitarre mit dem Titel Cumbées, das sich als Tanzstück von auf der von westafrikanischen Sklaven nach Mexiko gebrachten Liedform Cumbé ableitet.

## Cumbia-Revival der 1990er und 2000er
Die Cumbia erlebt seit Anfang der 90er Jahre in ganz Lateinamerika ein Revival, und es entstanden zahlreiche neue Strömungen. Hier wäre zu nennen:
- die Tecno Cumbia oder Cumbia Electrónica aus Kolumbien, Mexiko und Peru sowie später Argentinien, die elektronische Elemente in die Cumbia einführt. Interpreten: Bomba Estéreo, Euforia, Meridian Brothers, Rossy War, Systema Solar, Dina Paucar, Sonia Morales, Abencia Meza. Sie wird aber auch in Europa produziert.

- die Cumbia Romántica, eine eher kommerzielle Stilrichtung aus Argentinien, die mit Pop-Einflüssen und Synthi-Melodien viele Erfolge produziert. Interpreten: Ráfaga, Amar Azul, La Nueva Luna.

- die Cumbia Andina, auch Chicha genannt, die die Einflüsse der andinen Folklore Boliviens, Chiles und Perus verarbeitet. Einer der bekanntesten Musiker der peruanischen Cumbia ist Lorenzo Palacios Quispe, genannt Chacalón, Juaneco y su combo.

- die Cumbia Villera Untergenre, das in den Villas Miseria Argentiniens Ende der 1990er Jahre entstand. Interpreten: Damas Gratis, Los Pibes Chorros, La Piba.

- die Cumbia Rapera, eine Kreuzung von Cumbia und Hip-Hop, vor allem populär in Argentinien und Mexiko. Interpreten: Celso Piña, La Cuarta Cuadra, Bajo Palabra, Ozomatli.

- die Cumbia Sonidera, vor allem populär in Argentinien, Mexiko und USA. Interpreten: Los Ángeles Azules, Las Estrellas Azules, Los Chavos JG, Los Chicos de la Kumbia, Los Telez, Grupo Maravilla, Grupo Pesadilla.

- die Cumbia Reggae, eine Kreuzung von Cumbia und Reggae.

- Nu-Cumbia oder auch Cumbia Digital. Hier nehmen sich die DJs der Cumbia an und schießen sie in die Zukunft. Musiker wie Chancha via Circuito, Frikstailers, Toy Selectah, Faauna, Andrés Digital, Lido Pimenta, El Hijo de la Cumbia und viele mehr verleihen den traditionellen Songs einen neuen Sound und heben ihn mit eigenen Produktionen auf ein neues Level. Netlabel wie Latino Resiste, El Flying Monkey, Cabeza, Folcore, Konn, Caballito, Bersa Discos, Kumbale usw. verbreiten die Musik in ihren Kanälen. Eine gut vernetzte Szene bildet sich.

Die Gruppe Los Bitchos aus London spielt von Cumbia beeinflusste Musik, ebenso Medusa aus Marseille.